# كثيب ليودوروفسكي
كثيب ليودوروفسكي (بالإنجليزية: Jodorowsky's Dune)‏ هو فيلم وثائقي أمريكي فرنسي صدر عام 2013 من إخراج فرانك بافيتش. يستكشف الفيلم المحاولة الفاشلة للمخرج السينمائي الشهير أليخاندرو يودوروفسكي لتكييف رواية الخيال العلمي كثيب التي كتبها فرانك هربرت عام 1965 وتصويرها في منتصف سبعينيات القرن العشرين.

## وصلات خارجية
- كثيب ليودوروفسكي على موقع IMDb (الإنجليزية)
- كثيب ليودوروفسكي على موقع ميتاكريتيك (الإنجليزية)
- كثيب ليودوروفسكي على موقع روتن توميتوز (الإنجليزية)
- كثيب ليودوروفسكي على موقع ألو سيني (الفرنسية)
- كثيب ليودوروفسكي على موقع بوكس أوفيس موجو (الإنجليزية)
- كثيب ليودوروفسكي على موقع فيلمافينيتي (الإسبانية)
- كثيب ليودوروفسكي على موقع قاعدة بيانات الفيلم (الإنجليزية)
- كثيب ليودوروفسكي على موقع ليتربوكسد (الإنجليزية)
- كثيب ليودوروفسكي على موقع كينوبويسك (الروسية)